# 夏を抱きしめて
「夏を抱きしめて」（なつをだきしめて）は、TUBEの通算18作目のシングル。発売元は ソニー・ミュージックレコーズ。CDコードはSRDL3829。

## 概要
TUBEのデビュー10年目にあたる1994年の第一弾としてリリースされた。
トヨタ・カローラセレスのCMソングに起用され、オリコン集計による累計売上は94万枚を記録しており、シングルでは最大のヒット作となっている。レコード協会ではゴールドディスクのミリオン認定となっている。音楽評論家の富澤一誠は「彼ら（TUBE）の10年目を華やかに飾る記念碑的な作品」と評した。
ベストアルバム「TUBEst III」にはAcoustic versionが収録されている。
カップリング曲の「海へ行こう」は、ベストアルバム『TUBEst II』にて初めてアルバムに収録されたが、ラストに波音のSEが入っており、シングル盤とは音源が異なっている。

## 収録曲
| 全作詞: 前田亘輝、全作曲: 春畑道哉、全編曲: TUBE。 |                                       |          |            |      |
| #                                                  | タイトル                              | 作詞     | 作曲・編曲 | 時間 |
| 1.                                                 | 「夏を抱きしめて」                    | 前田亘輝 | 春畑道哉   | 4:25 |
| 2.                                                 | 「海へ行こう」                        | 前田亘輝 | 春畑道哉   | 4:40 |
| 3.                                                 | 「夏を抱きしめて (Original Karaoke)」 | 前田亘輝 | 春畑道哉   | 4:22 |
| 合計時間:                                          | 合計時間:                             | 13:27    |            |      |

## 収録アルバム
- 終わらない夏に (#1)
- TUBEst II (#1,2(#2のみアルバムバージョン))
- TUBEst III (#1、Acoustic Version)
- MIX TUBE-Remixed by Piston Nishizawa- (#1、ミックスバージョン)
- Best of TUBEst 〜All Time Best〜 (#1)
- 35年で35曲 “夏と恋” ～夏の数だけ恋したけど～（#1、リミックス）
- All Singles TUBEst -Blue- (#1)

## タイアップ
夏を抱きしめて
- トヨタ「カローラセレス」CMソング

## 参加ミュージシャン
- 小野塚晃（DIMENSION）：ピアノ・キーボード (#1), (#2)
- 勝田かず樹（DIMENSION）：サックス (#2)
- 河合伸哉（米米CLUB）：トロンボーン (#2)
- 栗林誠一郎：コーラス (#2)
- 佐々木史郎（Orquesta De La Luz）：トランペット (#2)
- 下神竜哉（米米CLUB）：トランペット (#2)
- 牧穂エミ：コーラス (#2)